# Jishō F-Rank no Oniisama ga Game de Hyōka sareru Gakuen no Chōten ni Kunrin suru Sō desu yo?
Jishō F-Rank no Oniisama ga Game de Hyōka sareru Gakuen no Chōten ni Kunrin suru Sō desu yo? (自称Fランクのお兄さまがゲームで評価される学園の頂点に君臨するそうですよ? Jishō Efu-Ranku no Oniisama ga Gēmu de Hyōka sareru Gakuen no Chōten ni Kunrin suru Sō desu yo??, Lit. Parece que el autoproclamado hermano rango F dice que va a gobernar una escuela orientada a los juegos, ¿verdad?), también conocida como Jishō F-Rank (自称Fランク Jishō Efu-Ranku?) o como F-Rank (Fランク Efu-Ranku?), es una serie de novelas ligeras japonesas escritas por Ghost Mikawa e ilustradas por Necometal. La editorial Media Factory publicó trece volúmenes desde el 25 de abril de 2017 hasta el 25 de febrero de 2022 bajo su sello MF Bunko J. Una adaptación a manga ilustrada por sorani se ha serializado en la revista Gekkan Comic Alive de Media Factory desde el 27 de marzo de 2018, y hasta el momento ha sido compilada en siete volúmenes tankōbon.

## Argumento
Shishio Academy es una escuela donde todo se decide por los resultados de los juegos. Durante los exámenes de ingreso, Guren Kakujo terminó con el peor rango: el rango F, tal como lo había planeado. Pero una vez que la «oscuridad» de la academia comienza a atacar a su amada hermana pequeña Karen, ¡Guren tiene que mostrar su verdadera habilidad!

## Personajes
Guren Kakujo (砕城 紅蓮 Kakujo Guren?)
El personaje principal de la obra. Tenía un récord invicto en el mundo de juegos y estaba en la posición más fuerte. Tiene la capacidad de ver el flujo de pensamientos de los demás con sus propios ojos.
Karen Kakujo (砕城 可憐 Kakujo Karen?)
Es la hermana menor de Guren. Se especializa en los juegos de lógica.

## Media

### Novela ligera
Jishō F-Rank no Oniisama ga Game de Hyōka sareru Gakuen no Chōten ni Kunrin suru Sō desu yo? es escrito por Ghost Mikawa e ilustrado por Nekometal.  La editorial Media Factory publicó trece volúmenes bajo su sello MF Bunko J. El primer volumen fue publicado el 25 de abril de 2017, y el último volumen fue lanzado el 25 de febrero de 2022.
| Volúmenes de novelas ligeras publicadas | Volúmenes de novelas ligeras publicadas | Volúmenes de novelas ligeras publicadas |
| Número                                  | Fecha de lanzamiento                    | ISBN                                    |
| --------------------------------------- | --------------------------------------- | --------------------------------------- |
| 1                                       | 25 de abril de 2017                     | ISBN 9784040691787                      |
| 2                                       | 25 de agosto de 2017                    | ISBN 9784040693965                      |
| 3                                       | 25 de enero de 2018                     | ISBN 9784040696065                      |
| 4                                       | 25 de mayo de 2018                      | ISBN 9784040699172                      |
| 5                                       | 25 de octubre de 2018                   | ISBN 9784040652412                      |
| 6                                       | 25 de marzo de 2019                     | ISBN 9784040656236                      |
| 6.5                                     | 25 de junio de 2019                     | ISBN 9784040657967                      |
| 7                                       | 24 de agosto de 2019                    | ISBN 9784040658643                      |
| 8                                       | 25 de diciembre de 2019                 | ISBN 9784040642635                      |
| 9                                       | 25 de mayo de 2020                      | ISBN 9784040646602                      |
| 10                                      | 24 de octubre de 2020                   | ISBN 9784040659374                      |
| 11                                      | 25 de septiembre de 2021                | ISBN 9784046808936                      |
| 12                                      | 25 de febrero de 2022                   | ISBN 9784046811820                      |

### Manga
Una adaptación a manga con ilustraciones de sorani comenzó a serializarce en la revista Gekkan Comic Alive de Media Factory desde el 27 de marzo de 2018, y hasta el momento ha sido compilada en siete volúmenes tankōbon.
| Volúmenes de manga publicados | Volúmenes de manga publicados | Volúmenes de manga publicados |
| Número                        | Fecha de publicación          | ISBN                          |
| ----------------------------- | ----------------------------- | ----------------------------- |
| 1                             | 23 de octubre de 2018         | ISBN 9784040651743            |
| 2                             | 23 de marzo de 2019           | ISBN 9784040654935            |
| 3                             | 23 de diciembre de 2019       | ISBN 9784040640891            |
| 4                             | 23 de septiembre de 2020      | ISBN 9784040648927            |
| 5                             | 23 de marzo de 2021           | ISBN 9784046803061            |
| 6                             | 22 de noviembre de 2021       | ISBN 9784046808646            |
| 7                             | 23 de mayo de 2022            | ISBN 9784046814296            |

## Recepción
En septiembre de 2021, la circulación acumulada de la serie entre novelas ligera y manga ha superado las 600 mil impresiones.